# 공막

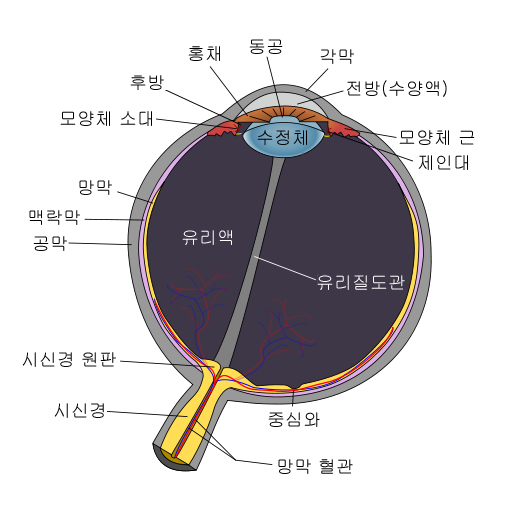
공막.

공막(鞏膜; 영어: sclera) 또는 강막(强膜)은 안구 바깥쪽을 에워싸는 튼튼한 교원 섬유질 막으로, 이것에 의해 안구의 모양이 보호된다. 앞면은 투명해져서 각막이 되며, 뒤쪽의 한곳에서 시신경 다발에 연결되어 있다.
홍채 바깥쪽의 공막 부위를 흰자위나 흰자라고 부른다.
안구를 움직이는 근육은 공막에 붙어 있다. 이것은 6개의 작은 근육으로 되어 있으며, 이것에 의해 안구를 어떤 범위 내에서 자유로운 방향으로 움직일 수 있다. 이 근육은 가로무늬근으로, 동안 신경, 활차 신경(상사근), 외전 신경(외측 직근) 등의 지배를 받는다. 좌우 눈의 움직임에는 강한 연관성이 있어 오른쪽 눈을 오른쪽으로 돌리면 왼쪽 눈도 오른쪽으로 향한다. 따라서 두 눈을 따로 움직이는 것은 불가능하다. 이것을 공동 운동이라 한다. 이것이 잘못된 상태가 바로 사시이다. 또 아주 가까운 것을 볼 때는 양쪽 안구가 모두 안쪽으로 몰리는데, 이를 폭주 운동이라 한다.

## 연결구조
공막 안쪽에는 맥락막과 망막이 위치한다.

## 같이 보기
- 공막염